# Bancalada de Josep
La Bancalada de Josep és un conjunt de feixes del municipi de Castell de Mur, al Pallars Jussà, a l'antic terme de Mur, en terres del poble de Vilamolat de Mur.
Està situada al sud-oest de Casa Josep, on pertanyen, i al nord-oest i molt a prop de Vilamolat de Mur, al nord de los Pous de Miret.